# Marek Zenon Żukowski
Marek Zenon Żukowski (ur. 14 lutego 1959 w Darłowie) – polski dziennikarz, prawnik i publicysta, doktor habilitowany nauk prawnych.

## Życiorys
Prawnik, specjalista z zakresu historii państwa i prawa, historii administracji, doktryn polityczno-prawnych i nauki administracji. Autor 25 książek naukowych i 350 artykułów naukowych. Dziennikarz i publicysta, publikował m.in. w „Głosie Pomorza”, „Gońcu Pomorskim”, „Poznaniaku”, „Morzu i Ziemi”. Współzałożyciel Towarzystwa Przyjaciół Ziemi Darłowskiej, „Echa Darłowa” i „Gońca Darłowskiego”.
Był zatrudniony w Wyższej Szkole Informatyki, Zarządzania i Administracji w Warszawie oraz Koszalińskiej Wyższej Szkole Nauk Humanistycznych.
Pracuje na stanowisku profesora uczelni w Instytucie Nauk Prawnych Uniwersytetu Jana Kochanowskiego w Kielcach.

## Publikacje[4]
- Krótki oddech wolności: Pomorze Zachodnie w latach 1945–1957, Koszalin 2001 (ISBN 83-908697-2-1).
- Kształtowanie się organów władzy na Pomorzu Zachodnim w latach 1945–1946: studium historyczno-prawne, Koszalin 2001 (ISBN 83-908697-3-X).
- Darłowo zarys dziejów, współautor z Leszkiem Walkiewiczem, Darłowo 2005 (ISBN 83-90869-75-6).
- Okrutna sprawiedliwość. Probacja-represja-prewencja, Warszawa 2007.
- Dzieje ziemi sławieńskiej i starostwa w latach 1945–2007, Darłowo 2008 (ISBN 978-83-925418-4-4).
- Pokój bez widoku na morze, czyli Rzecz o Ośrodku Odosobnienia w Darłówku, Toruń 2009 (ISBN 978-83-61201-36-6).
- Dzieje administracji państw antycznych, Warszawa 2008 (ISBN 978-83-61556-00-8).
- Wybrane zagadnienia nauki administracji, Warszawa 2010 (ISBN 978-83-61556-07-7).
- Stosowanie kary śmierci na Pomorzu Zachodnim w latach 1945–1956, Toruń 2011 (ISBN 978-83-61201-97-7).
- Dzieje administracji w Polsce w XX wieku, Warszawa 2011 (ISBN 978-83-255-2301-5).
- Samorząd terytorialny w III RP. Programy, oceny, realizacja, Warszawa 2012 (ISBN 978-83-61556-15-2).
- Powiększony tekst Ośrodki odosobnienia w Polsce w latach 1981–1982, Warszawa 2013 (ISBN 978-83-7436-313-6).